# How Much for Happy
How Much For Happy to pierwszy album Cassie Steele kanadyjskiej aktorki i piosenkarki, która szczególną sławę zdobyła podczas udziału w serialu Degrassi: Nowe pokolenie grając tam Manuellę "Manny" Santos. Wydany został 19 marca 2005 roku w Stanach Zjednoczonych.

## Lista utworów
1. "Not yours truly" – 3:48
2. "Famous" – 4:03
3. "Fantasy" – 3:12
4. "Bluebird" – 3:36
5. "Jaded" – 2:48
6. "Rock your bones" – 2:39
7. "Drink me dry" – 4:29
8. "Crimson tears" – 3:34
9. "Broken(How much for happy)" – 3:29
10. "Empty Eyes" – 3:58
11. "A Sinner's prayer" – 4:40
12. "Love cost" – 5:11
13. "Hey Joe" – 6:17